# ماينارد ويب
ماينارد ويب (بالإنجليزية: Maynard Webb)‏ هو كاتب أمريكي، ولد في 1955.

## وصلات خارجية
- ماينارد ويب على موقع إن إن دي بي (الإنجليزية)